# Леонид Попов
 Тази статия е за украинския космонавт.  За руския актьор вижте Леонид Попов (актьор).  
Леони́д Ива́нович Попо́в (р. 31 август 1945 г. в гр. Александрия, Кировоградска област, Украинска ССР) е бивш съветски космонавт – командир на екипажите на космическите кораби (КК) и орбиталните научноизследователски комплекси: „Союз-35“-„Союз-37“-орбитална станция (ОС) „Салют-6“; „Союз-40“-ОС „Салют-6“; „Союз Т-7“-ОС „Салют-7“-„Союз Т-5“, летец-космонавт на СССР № 46, в света № 93, полковник.

## Биография
Роден е на 31 август 1945 г. в гр. Александрия, Кировоградска област в семейството на служещ. По националност е украинец. Член на КПСС от 1971 г.
В Съветската армия е от 1964 г. През 1968 г. завършва Черниговското висше военно-авиационно училище за летци. Служи като летец-изтребител в строевите части на Съветските ВВС.
От 1970 г. е в отряда на съветските космонавти. Преминава пълния курс по общокосмическа подготовка и подготовка за космически полети с КК тип „Союз“ и ОС тип „Салют“. През 1976 г. завършва и Военновъздушната академия „Ю. Гагарин“.
Извършил е 3 полета в космоса като командир на кораба и пилотирания орбитален комплекс.
Първи полет – от 9 април до 11 октомври 1980 г. заедно с бординженера Валерий Рюмин с КК „Союз-35“ и ОС „Салют-6“. По време на 185-дневния полет на борда на ОС „Салют-6“ са посрещали четири посетителски експедиции, три от които международни екипажи (с участията на космонавти от Унгария, Виетнам и Куба). Осъществени са скачвания с товарните КК: „Прогрес-8“, „Прогрес-9“, „Прогрес-10“. Връщането на Земята става с КК „Союз-37“.
С Указ на Президиума на Върховния съвет на СССР от 11 октомври 1980 г. за мъжество и героизъм, проявени в този полет, на подполковник Леонид Попов е присвоено званието Герой на Съветския съюз с връчване на орден „Ленин“ и медал „Златна звезда“ (№ 11446).
От 14 до 22 май 1981 г. полковник Л. Попов оглавил полета на съветско-румънския международен екипаж, заедно с космонавта-изследовател гражданина на Социалистическа република Румъния Думитру Прунариу с КК „Союз-40“ и орбиталния научноизследователски комплекс „Салют-6“ – „Союз Т-4“ – „Союз-40“.
С Указ на Президиума на Върховния Съвет на СССР от 22 май 1981 г., за успешно осъществяване на космическия полет и проявено при това мъжество и героизъм, Леонид Попов е награден с втори медал „Златна звезда“.
Трети космически полет, заедно с бординженера Александър Серебров и космонавта-изследовател Светлана Савицка, Леонид Попов изпълнява от 19 до 27 август 1982 г. с КК „Союз Т-7“ и орбиталния научноизследователския комплекс „Салют-7“-„Союз Т-5“-„Союз Т-7“.
След като извършил полета, от 1982 до 1987 г. полковник Попов става инструктор-космонавт в Центъра за подготовка на космонавти „Ю. Гагарин“.
| Полети и стартове, в които участва Леонид Попов                                           | Полети и стартове, в които участва Леонид Попов | Полети и стартове, в които участва Леонид Попов | Полети и стартове, в които участва Леонид Попов | Полети и стартове, в които участва Леонид Попов | Полети и стартове, в които участва Леонид Попов | Полети и стартове, в които участва Леонид Попов |
| Номер п/п                                                                                 | Дата на старта                                  | Космически кораб                                | Дата на кацане                                  | Космически кораб                                | Длъжност                                        | Продължителност                                 |
| ----------------------------------------------------------------------------------------- | ----------------------------------------------- | ----------------------------------------------- | ----------------------------------------------- | ----------------------------------------------- | ----------------------------------------------- | ----------------------------------------------- |
| 1                                                                                         | 9 април 1980                                    | Союз 37                                         | 11 октомври 1980                                | Союз 35                                         | Командир                                        | 184 денонощия 20 часа 11 минути и 35 секунди.   |
| 2                                                                                         | 14 май 1981                                     | Союз 40                                         | 22 май 1981                                     | Союз 40                                         | Командир                                        | 7 денонощия 20 часа 42 минути и 52 секунди.     |
| 3                                                                                         | 19 август 1982                                  | Союз Т-7                                        | 27 август 1982                                  | Союз Т-5                                        | Командир                                        | 7 денонощия 21 часа 52 минути и 24 секунди.     |
| Обща продължителност на престоя в космоса – 200 денонощия 14 часа 46 минути и 51 секунди. |                                                 |                                                 |                                                 |                                                 |                                                 |                                                 |

Отчислен от отряда на космонавтите на 13 юни 1987 г. във връзка с постъпването във Военната академия на Генералния щаб.
На 15 октомври 1990 г. на полковник Попов е присвоено воинско звание „генерал-майор от авиацията“.
От 24 юни 1989 г. служи като началник на 4-то управление на Главна дирекция на ВВС към Министерството на отбраната на СССР (от 1992 г. Руска Федерация). От 22 юли 1993 г. е ръководител на 3-то управление на Главното управление поръчките и онтрола на авиационна техника и въоръжение на ВВС.
На 11 ноември 1995 г. със заповед на Министъра на отбраната на Русия № 01712 е уволен в запас по възраст.
Осъществява обществена дейност, участвайки в ръководството на общността „Русия-Румъния“. Избиран е за депутат във Върховния Съвет на СССР. Живее в Москва.

## Награди
- Два медала „Златна звезда“ за Герой на Съветския съюз (11 октомври 1980 и 22 май 1981 г.)
- Три ордена „Ленин“ (11 октомври 1980, 22 май 1981 и 27 август 1982 г.)
- 10 юбилейни медала
- Медал „Златна звезда“ за „Герой на Унгарската Народна Република“ (Унгария, 1980)
- Медал „Златна звезда“ за „Герой на Куба“ и Национален орден „Плайя Хирон“ (Куба, 1980)
- Медал „Златна звезда“ за „Герой на труда на Социалистическа Република Виетнам“ и орден „Хо Ши Мин“ (Виетнам, 1980)
- Медал „Златна звезда“ за „Герой на Социалистическа република Румъния“ (СРР, 1981)
- Орден на Свободата – I степен (Лаос, 1981)
- Златен медал „К. Циолковски“ на АН на СССР
- Заслужил майстор на спорта на СССР
- Носител на Държавна премия на Украйна (1982).
- Бюст на космонавта е сложен на територията на Черниговското военновъздушно училище.